# Коршун, Мирра Осиповна
Ми́рра О́сиповна Ко́ршун (1900, Вильна — 1958, Москва) — советский химик-аналитик, специалист в области количественного элементного микроанализа, кандидат химических наук. Известна своими работами по усовершенствованию процедур микроанализа органических соединений, разработке новых методов многоэлементного микроанализа и необходимой для него аппаратуры.

## Биография
Мирра Осиповна Коршун родилась в Вильне в 1900 году в бедной семье (после завершения четырех классов школы ей даже потребовалось устроиться на работу). В1929 году закончила химический факультет 2-го МГУ. После окончания ВУЗа работала по специальности химиком в заводской лаборатории Московского химического завода №1. После достижения успехов в модификации определения элементов по Преглю в 1935 году была приглашена стать сотрудником лаборатории микроанализа Института органической химии АН СССР. В 1937 году Мирра Коршун назначена на должность заведующего лабораторией микроанализа. В 1954 году лаборатория микроанализа под руководством Коршун была переведена в Институт элементоорганических соединений АН СССР. Умерла Мирра Осиповна Коршун в 1958 году.

## Научная деятельность
Исследования Мирры Осиповны Коршун внесли большой вклад в становление отечественной школы микроанализа. Её разработки легли в основу практических руководств для научных и производственных аналитических лабораторий.

### Кандидатская диссертация
Диссертация М.О. Коршун, посвященная прямому определению кислорода в органических веществах, была защищена в 1943 г. в Казани (куда на время Великой Отечественной войны был эвакуирован ИОХ АН СССР). Эта работа содержит глобальный обзор методов окисления и восстановления кислорода в целях аналитического определения, экспериментальная часть посвящена реализации изученных методов на органических соединениях. Впоследствии на основании этих трудов М.О. Коршун разработает универсальный прибор для определения кислорода.

### Усовершенствование классических методов микроанализа[3]
Многолетняя работа в области количественного микроанализа предоставила Мирре Осиповне Коршун возможность применить классические методы к соединениям разнообразнейших свойств и состава, что позволило выявить в этих методах множественные недостатки. Под руководством Мирры Осиповны многие методы микроанализа были модифицированы. Так, длительность классического окисления органических соединений по Линднеру была сокращена в 4 раза за счёт оптимизации температуры процесса, а определение азота и кислорода по Преглю было распространено на галогенсодержащие соединения. Модификация метода определения серы по тер-Мейлену путём ускорения тока водорода в три раза сократила временные затраты на проведение анализа, а также позволила определять примеси серы на уровне десятых долей процента. Усовершенствование метода количественного определения ртути в органических соединениях по Боэтиусу, включающее изменение состава наполнителя трубки для разложения, привело к сокращению затрат на проведение анализа и исключило возможность загрязнения лабораторного воздуха парами ртути.

### Разработка новых методов количественного микроанализа
Помимо усовершенствования существующих аналитических методов, Мирра Осиповна совместно с коллегами предложила ряд принципиально новых путей проведения микроанализа. Наибольшее распространение среди них получил метод скоростного одновременного определения содержания углерода и водорода в органических соединениях, названный в литературе методом Коршун-Климовой. Органическое вещество погружают в кварцевую трубку и нагревают до 900°С, пропуская при большой скорости окислитель - кислород. Углекислый газ и вода, полученные в результате окисления, поглощаются аскаритом и перхлоратом магния соответственно. Метод также позволяет внедрить в процесс одновременное определение азота, серы или других элементов, содержащихся в окисляемом веществе, при использовании подходящих поглотителей.  

### Вклад в формирование научной школы микроанализа
Труды Мирры Осиповны Коршун, посвященные новым методам микроанализа и использующейся в нем аппаратуре, были оценены академиком А.Н. Несмеяновым как «намечающие новые перспективы в элементарном микрохимическом анализе органических веществ» и «представляющие интерес не только для специалистов-аналитиков, но и для широкого круга химиков-органиков». Мирра Осиповна Коршун уделяла большое внимание внедрению методов микроанализа в производственную и неаналитическую практику: например, она предложила способы точного взвешивания на обычных аналитических весах при отсутствии в заводских лабораториях подходящих микровесов. Предложенные Миррой Осиповной Коршун методики многократно проверялись на разнообразных классах соединений. Некоторые её труды были опубликованы Геологическим обществом США.

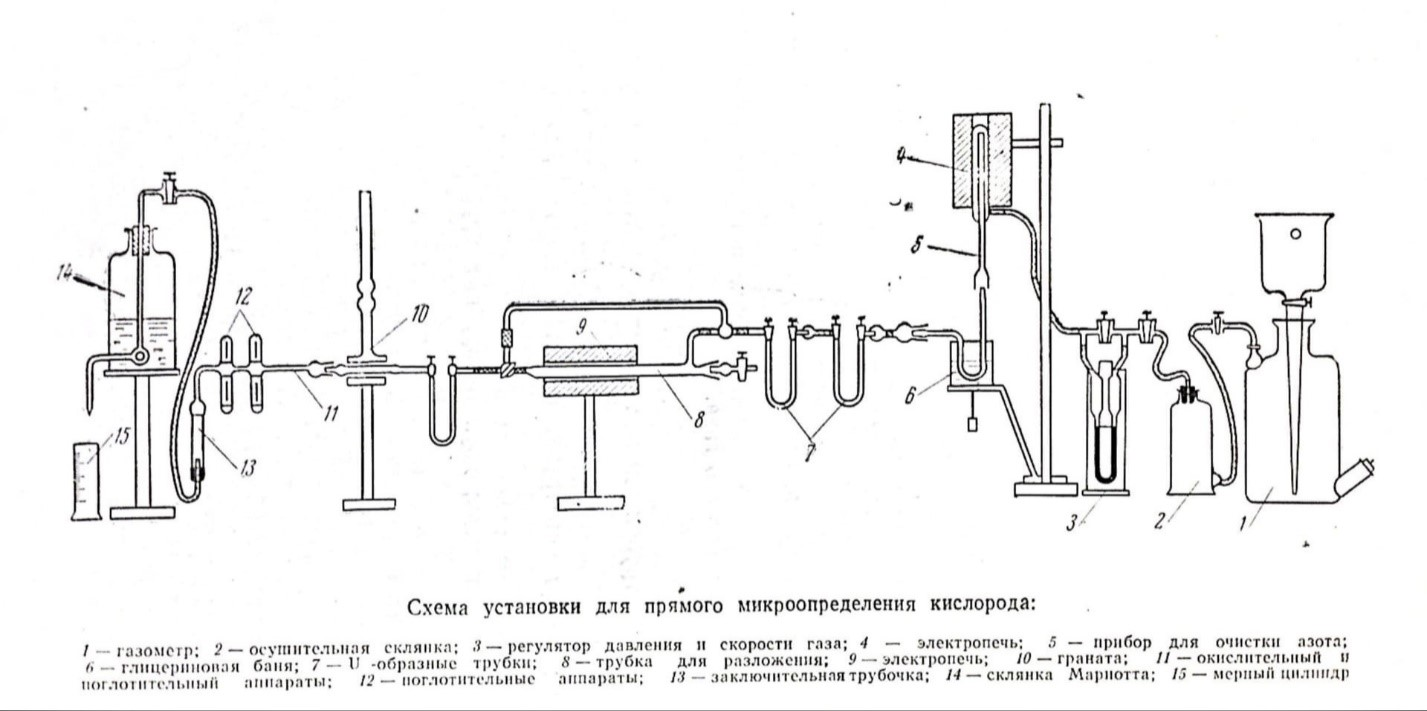
Прибор М.О. Коршун для определения кислорода

### Итоги научной деятельности
- разработка множества методов одновременного определения галогенов, серы, кислорода, ртути, углерода в одной навеске;
- многочисленные публикации, посвященные практической реализации микроанализа в лабораториях любого уровня;
- разработка прибора для определения кислорода по методу Коршун-Климовой;
- создание отечественной школы микроанализа.

## Награды и премии
- Орден Трудового Красного Знамени
- Орден «Знак почёта»